# 2. tanková divize SS „Das Reich“
2. SS-Panzer Division „Das Reich“ byla jedna z divizí Waffen-SS za druhé světové války.

## Bojové nasazení
Divize se zúčastnila útoku na Sovětský svaz v roce 1941. V bitvě před Moskvou utrpěla značné ztráty a do února 1942 ztratila 10,690 mužů. V létě 1943 byla nasazena v bitvě v Kurském oblouku. O rok později se pokoušela zastavit postup spojenců v bitvě o Normandii.

## Válečné zločiny

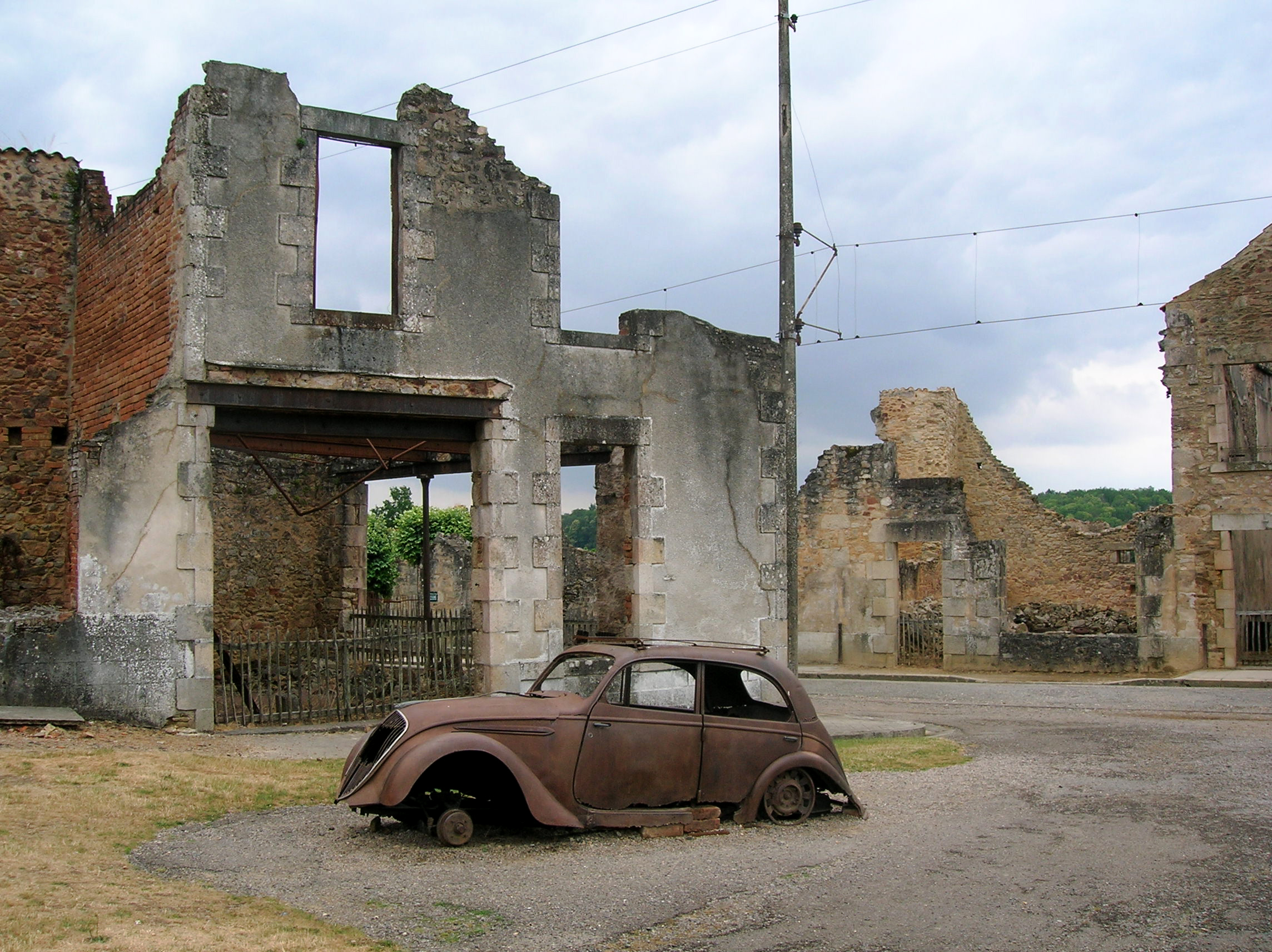
Oradour-sur-Glane

V září roku 1941 asistovali vojáci divize Das Reich mužům z Einsatzgruppe B při vraždách 920 židů v Lahojsku v Bělorusku.
Dne 9. června roku 1944 nechali muži z divize Das Reich ve městě Tulle ve Francii oběsit 99 civilistů a 148 nechali deportovat do koncentračního tábora v Dachau jako reakci na útoky francouzského odboje.
O den později, přesněji 10. června zavraždili muži ze 3. roty 1. praporu pod velením SS-Sturmbannführera Adolfa Diekmanna, velitele 1. praporu pluku „Der Führer“ a SS-Hauptsturmführera Otto Ericha Kahna, velitele 3. roty, 642 mužů, žen i dětí ve vesnici Oradour-sur-Glane ve Francii, jako odvetu za únos velitele 3. praporu SS-Sturmbannführera Helmuta Kämpfeho (později byl komunistickými partyzány zabit). Vesnice byla navíc zcela zničena.
Když se o události dozvěděl velitel pluku „Der Führer“ SS-Standartenführer Sylvester Stadler, tak žádal o vojenský soud pro Diekmanna, ten však na svojí obhajobu argumentoval, že podobné masakry jsou na východní frontě v Sovětském svazu běžnou záležitostí. Diekmann zemřel v bojích v Normandii, dřív než stačil být předvolán. 

## Názvy divize
- Panzer-Division Kempf (září 1939 – říjen 1939)
- SS-Division Verfügungstruppe (říjen 1939 – duben 1940)
- SS-Division Deutschland (duben 1940 – prosinec 1940)
- SS-Division (mot) Reich (prosinec 1940 – květen 1942)
- SS-Division (mot) Das Reich (květen 1942 – listopad 1942)
- SS-Panzergrenadier-Division Das Reich (listopad 1942 – říjen 1943)
- 2. SS-Panzer-Division Das Reich (říjen 1943 – květen 1945)

## Velitelé
- SS-Oberstgruppenführer Paul Hausser 	(19. říjen 1939 – 14. říjen 1941)
- SS-Obergruppenführer Wilhelm Bittrich 	(14. říjen 1941 – 31. prosinec 1941)
- SS-Obergruppenführer Matthias Kleinheisterkamp 	(31. prosinec 1941 – 19. duben 1942)
- SS-Obergruppenführer Georg Keppler 	(19. duben 1942 – 10. únor 1943)
- SS-Brigadeführer Herbert-Ernst Vahl 	(10. únor 1943 – 18. březen 1943)
- SS-Oberführer Kurt Brasack 	(18. březen 1943 – 29. březen 1943)
- SS-Obergruppenführer Walter Krüger 	(29. březen 1943 – 23. říjen 1943)
- SS-Gruppenführer Heinz Lammerding 	(23. říjen 1943 – 24. červenec 1944)
- SS-Standartenführer Christian Tychsen 	(24. červenec 1944 – 28. červenec 1944)
- SS-Brigadeführer Otto Baum 	(28. červenec 1944 – 23. říjen 1944)
- SS-Gruppenführer Heinz Lammerding 	(23. říjen 1944 – 20. leden 1945)
- SS-Standartenführer Karl Kreutz 	(20. leden 1945 – 29. leden 1945)
- SS-Gruppenführer Werner Ostendorff 	(29. leden 1945 – 9. březen 1945)
- SS-Standartenführer Rudolf Lehmann 	(9. březen 1945 – 13. duben 1945)
- SS-Standartenführer Karl Kreutz 	(13. duben 1945 – 8. květen 1945)

Náčelníci štábu
- SS-Standartenführer Werner Ostendorff 	(1. duben 1940 – 31. květen 1942)
- SS-Obersturmbannführer Max Schultz 	(31. květen 1942 – 22. květen 1943)
- SS-Obersturmbannführer Georg Maier 	(23. květen 1943 – ? červen 1943)
- SS-Obersturmbannführer Peter Sommer 	(20. červen 1943 – 17. leden 1944)
- SS-Obersturmbannführer Albert Stückler 	(18. leden 1944 – ? únor 1945)
- SS-Sturmbannführer Reinhardt Wörner 	(1. březen 1945 – ? březen 1945)
- SS-Sturmbannführer Ralf Riemann 	(? březen 1945 – 30. duben 1945)
- Major Joachim Schiller 	(1. květen 1945 – 8. květen 1945)

Proviantní důstojníci
- SS-Sturmbannführer Günther Ecke 	(1. duben 1940 – 30. listopad 1940)
- SS-Hauptsturmführer Eugen Kunstmann 	(1. prosinec 1940 – 21. prosinec 1940)
- SS-Standartenführer Heinz Fansau 	(21. prosinec 1940 – ? leden 1941)
- SS-Haupsturmführer Eugen Kunstmann 	(? leden 1941 – ? 1942)
- SS-Sturmbannführer Alfred Jantseh 	(1. březen 1942 – 10. srpen 1942)
- SS-Hauptsturmführer Fritz Steinbeck 	(9. listopad 1942 – ? 1943)
- SS-Sturmbannführer Heino von Goldacker 	(31. červenec 1943 – 1. březen 1945)

## Oblasti operací
- Československo, Německo (říjen 1939 – květen 1940)
- Nizozemí, Francie (květen 1940 – duben 1941)
- Rumunsko, Jugoslávie, Rakousko a Polsko (duben 1941 – červen 1941)
- Východní fronta, centrální sektor (červen 1941 – červen 1942)
- Německo (červen 1942 – červenec 1942)
- Francie (červenec 1942 – leden 1943)
- Východní fronta, centrální sektor (leden 1943 – únor 1944)
- Francie, Belgie a západní Německo (únor 1944 – prosinec 1944)
- Ardeny (prosinec, 1944 – leden 1945)
- Maďarsko, Rakousko (leden 1945 – květen 1945)

## Početní stavy divize
| Měsíc    | Rok  | Počet  |
| červen   | 1941 | 19 021 |
| prosinec | 1942 | 17 112 |
| prosinec | 1943 | 14 095 |
| červen   | 1944 | 20 184 |
| prosinec | 1944 | 18 000 |

## Složení divize
SS-Division Verfügungstruppe (1939–1941)
- SS-VT-Standarte Der Führer (SS pluk Der Führer)
- SS-VT-Standarte Deutschland (SS pluk Deutschland)
- SS-VT-Standarte Germania (SS pluk Germania)
- SS-VT-Artillerie-Standarte (dělostřelecký pluk SS)
- SS-VT-Artillerie-Standarte (dělostřelecký pluk SS)
- SS-VT-Aufklärung-Abteilung (průzkumný oddíl SS)
- SS-VT-Panzerjäger Bataillon (prapor stíhačů tanků SS)
- SS-VT-Flak-Abteilung (oddíl protiletecké obrany SS)
- SS-VT-Pioneer-Abteilung (ženijní oddíl SS)
- SS-VT-Nachrichten-Abteilung (zpravodajský oddíl SS)
- SS-VT-Panzerabwehr-Abteilung (protitankový oddíl SS)
- SS-Ersatz-Abteilung (záložní oddíl SS)

SS-Division Reich (1941–1942)
- SS-Infanterie Regiment Deutschland (SS pěší pluk Deutschland)
- SS-Infanterie Regiment Der Führer (SS pěší pluk Der Führer)
- SS-Infanterie Regiment 11 (11. pěší pluk SS)
- SS-Artillerie Regiment 11 (11. dělostřelecký pluk SS)
- SS-KradSchützen Bataillon 11 (11. motostřelecký prapor SS)
- SS-Aufklärungs Abteilung 11 (11. průzkumný oddíl SS)
- SS-Panzerjäger Abteilung 11 (11. oddíl stíhačů tanků SS)
- SS-Pionier Abteilung 11 (11. ženijní oddíl SS)
- SS-Nachrichten Abteilung 11 (11. zpravodajský oddíl SS)
- SS-Wirtschafts Bataillon 11 (11. hospodářský prapor SS)
- SS-Nachschubdienste 11 (11. zásobovací služba SS)
- SS-Instandsetzungsdienst 11 (11. oddíl údržby SS)
- SS-Sanitätsabteilung 11 (11. sanitní oddíl SS)

SS-Panzergrenadier-Division Das Reich (1942–1943)
- SS-Panzergrenadier Regiment "Deutschland" (Pluk tankových granátníků SS "Deutschland")
- SS-Panzergrenadier Regiment "Der Führer" (Pluk tankových granátníků SS "Der Führer")
- SS-Artillerie Regiment (Dělostřelecký pluk SS)
- SS-Kradschützen Bataillon "Langemarck" (Motocyklový prapor SS "Langemarck")
- SS-Panzer Regiment (Tankový pluk SS)
- SS-Sturmgeschütz Abteilung (Oddíl útočných děl SS)
- SS-Aufklärungs Abteilung (Průzkumný oddíl SS)
- SS-Panzerjäger Abteilung (Oddíl stíhačů tanků SS)
- SS-Flak Abteilung (Protiletecký oddíl SS)
- SS-Pionier Abteilung (Ženijní oddíl SS)
- SS-Nachrichten Abteilung (Zpravodajský oddíl SS)
- SS-Wirtschafts Bataillon (Hospodářský prapor SS)
- SS-Verpflegungsamt (Úřad stravování SS)
- SS-Nachschubdienste (Zásobovací služba SS)
- SS-Waffen Werkstattkompanie (Rota údržby zbraní SS)
- SS-Instandsetzungsdienst (Opravárenská služba SS)
- SS-Sanitätsabteilung (Sanitní oddíl SS)
- SS-Feldgendarmerie Kompanie (Rota polního četnictva SS)
- SS-Feldpostamt (Úřad polní pošty SS)
- SS-Kriegsberichter Kompanie (Rota válečných zpravodajů SS)

SS-Panzer Division Das Reich (1943–1945)
- SS-Panzer Regiment 2 „Das Reich“ (2. Pancéřový pluk SS „Das Reich“)
- SS-Panzergrenadier Regiment 3 „Deutschland“ (3. pluk pancéřových granátníků SS „Deutschland“)
- SS-Panzergrenadier Regiment 4 „Der Führer“ (4. pluk pancéřových granátníků SS „Der Führer“)
- SS-Panzer Artillerie Regiment 2 (2. pancéřový pluk dělostřelectva SS)
- SS-Kradschützen Bataillon 2 (2. motocyklový prapor SS)
- SS-Sturmgeschütz Abteilung 2 (2. oddíl útočných děl SS)
- SS-Aufklarungs Abteilung 2 (2. průzkumný oddíl SS)
- SS-Panzerjäger Abteilung 2 (2. oddíl stíhačů tanků SS)
- SS-Flak Abteilung 2 (2. oddíl protiletecké obrany SS)
- SS-Panzer Pionier Abteilung 2 (2. pancéřový ženijní oddíl SS)
- SS-Nachrichten Abteilung 2 (2. zpravodajský oddíl SS)
- SS-Wirtschafts Bataillon 2 (2. hospodářský prapor SS)
- SS-Nachschub Abteiung 2 (2. zásobovací oddíl SS)
- SS-Instandsetzungs Abteilung 2 (2. oddíl údržby SS)
- SS-Sanitäts Abteilung 2 (2. sanitní oddíl SS)
- SS-Feldgendarmerie Truppe 2 (2. četa polního četnictva SS)
- SS-Feldpostamt 2 (2. úřad polní pošty SS)
- SS-Kriegsberichter Zug 2 (2. četa válečných zpravodajů SS)